# Leichtathletik-Europameisterschaften 1950/1500 m der Männer

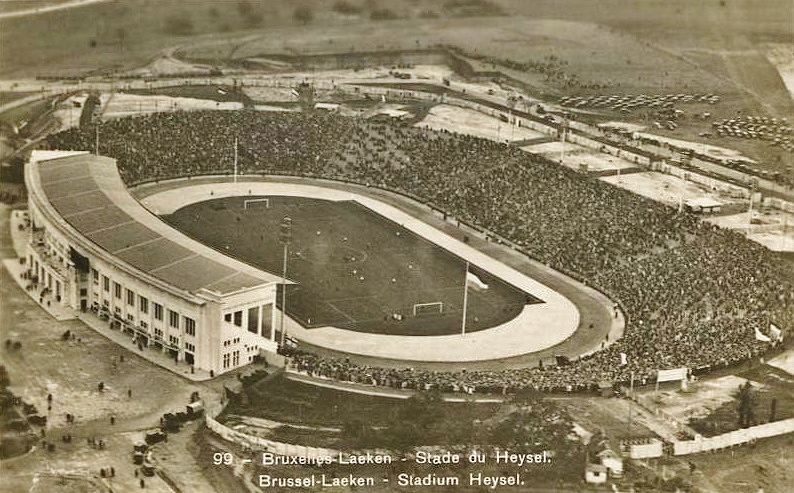
Das Brüsseler Heysel-Stadion in einer Luftaufnahme von 1935

Der 1500-Meter-Lauf der Männer bei den Leichtathletik-Europameisterschaften 1950 wurde am 24. und 27. August 1950 im  Heysel-Stadion der belgischen Hauptstadt Brüssel ausgetragen.
Europameister wurde der Niederländer Willem Slijkhuis. Den zweiten Rang belegte der Franzose Patrick El Mabrouk. Der Brite Bill Nankeville gewann die Bronzemedaille.

## Rekorde

### Bestehende Rekorde
| Weltrekord           | 3:43,0 min | Gunder Hägg    | Göteborg, Schweden   | 7. Juli 1944    |
| Europarekord         | 3:43,0 min | Gunder Hägg    | Göteborg, Schweden   | 7. Juli 1944    |
| Meisterschaftsrekord | 3:48,0 min | Lennart Strand | EM in Oslo, Norwegen | 25. August 1946 |

### Rekordverbesserungen
Der bestehende EM-Rekord wurde verbessert und darüber hinaus gab es einen neuen Landesrekord:
- Meisterschaftsrekord: 3:47,2 min – Willem Slijkhuis (Niederlande), Finale am 27. August
- Landesrekord: 3:48,0 min – Bill Nankeville (Großbritannien), Finale am 27. August

## Vorrunde
24. August 1950, 17.40 Uhr
Die Vorrunde wurde in drei Läufen durchgeführt. Die ersten vier Athleten pro Lauf – hellblau unterlegt – qualifizierten sich für das Finale.

### Vorlauf 1
| Platz | Name           | Nation         | Zeit (min) |
| ----- | -------------- | -------------- | ---------- |
| 1     | Len Eyre       | Großbritannien | 3:53,0     |
| 2     | Ilmari Taipale | Finnland       | 3:53,2     |
| 3     | Frans Herman   | Belgien        | 3:54,6     |
| 4     | Lennart Strand | Schweden       | 3:58,2     |
| 5     | Zdravko Ceraj  | Jugoslawien    | 4:01,8     |

### Vorlauf 2

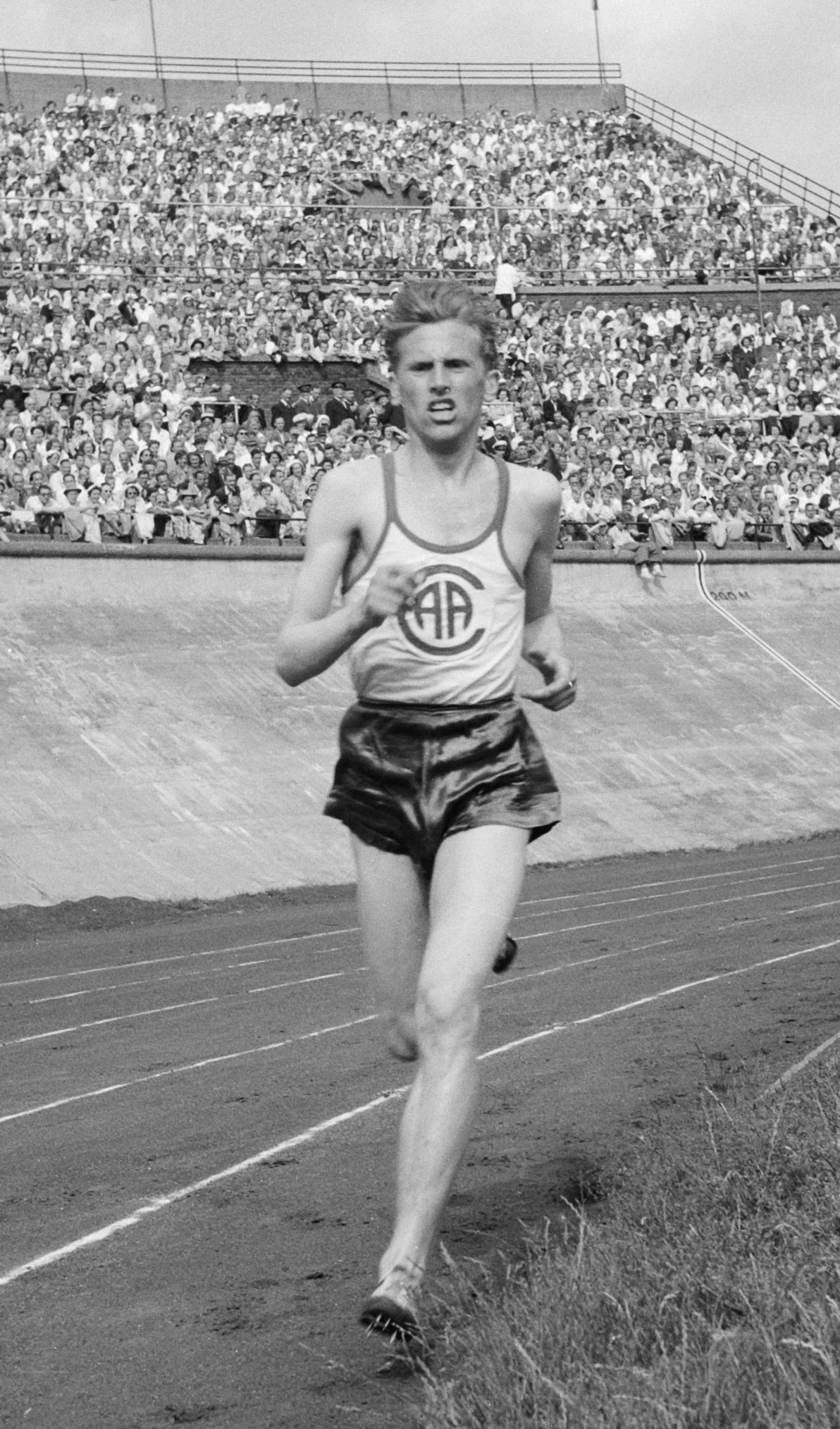
Hans Hartings fünfter Platz im zweiten Vorlauf reichte nicht für die Finalteilnahme

| Platz | Name                | Nation         | Zeit (min) |
| ----- | ------------------- | -------------- | ---------- |
| 1     | Jean Vernier        | Frankreich     | 3:54,6     |
| 2     | Ingvar Ericsson     | Schweden       | 3:54,7     |
| 3     | Andrija Otenhajmer  | Jugoslawien    | 3:55,0     |
| 4     | Bill Nankeville     | Großbritannien | 3:55,6     |
| 5     | Hans Harting        | Niederlande    | 3:56,8     |
| 6     | Alois Imfeld        | Schweiz        | 4:01,2     |
| 7     | Angelo Tagliapietra | Italien        | 4:01,8     |

### Vorlauf 3
| Platz | Name               | Nation           | Zeit (min) |
| ----- | ------------------ | ---------------- | ---------- |
| 1     | Patrick El Mabrouk | Frankreich       | 4:01,8     |
| 2     | Willem Slijkhuis   | Niederlande      | 4:02,6     |
| 3     | Václav Čevona      | Tschechoslowakei | 4:02,8     |
| 4     | Daniel Janssens    | Belgien          | 4:04,2     |
| 5     | Bruno Schneider    | Österreich       | 4:04,8     |
| 6     | Loukas Adamopoulos | Griechenland     | 4:08,6     |
| 7     | Pétur Einarsson    | Island           | 4:08,8     |

## Finale

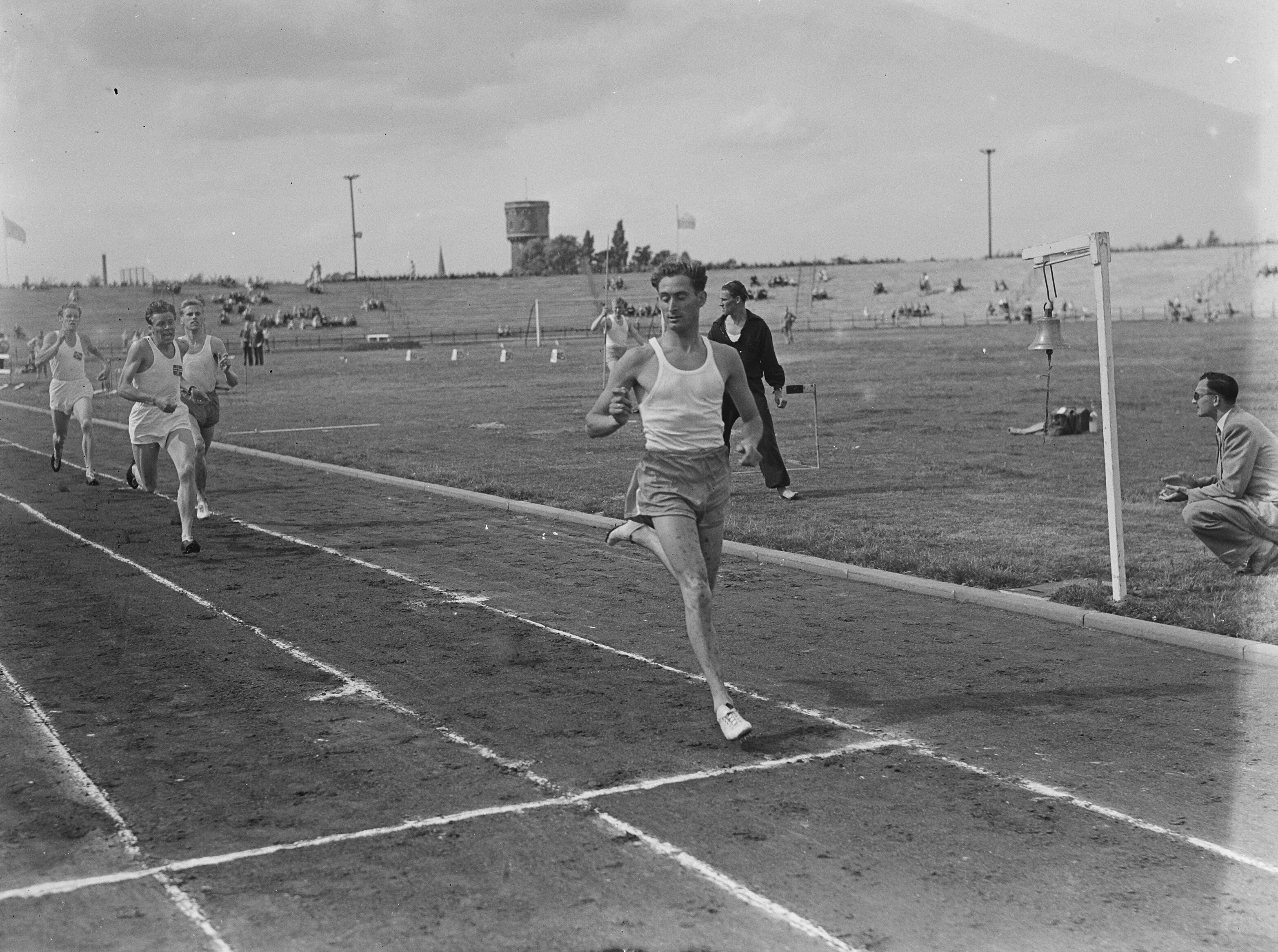
Europameister Willem Slijkhuis – hier als Sieger
über 1500 Meter im Länderkampf Niederlande
vs. Norwegen im Jahr 1951

27. August 1950
| Platz | Name               | Nation           | Zeit (min) |
| ----- | ------------------ | ---------------- | ---------- |
| 1     | Willem Slijkhuis   | Niederlande      | 3:47,2 CR  |
| 2     | Patrick El Mabrouk | Frankreich       | 3:47,8     |
| 3     | Bill Nankeville    | Großbritannien   | 3:48,0 NR  |
| 4     | Ilmari Taipale     | Finnland         | 3:50,4     |
| 5     | Len Eyre           | Großbritannien   | 3:51,0     |
| 6     | Václav Čevona      | Tschechoslowakei | 3:51,4     |
| 7     | Ingvar Ericsson    | Schweden         | 3:52,4     |
| 8     | Jean Vernier       | Frankreich       | 3:53,2     |
| 9     | Andrija Otenhajmer | Jugoslawien      | 3:53,4     |
| 10    | Daniel Janssens    | Belgien          | 3:56,8     |
| 11    | Frans Herman       | Belgien          | 4:05,2     |
| DNF   | Lennart Strand     | Schweden         |            |

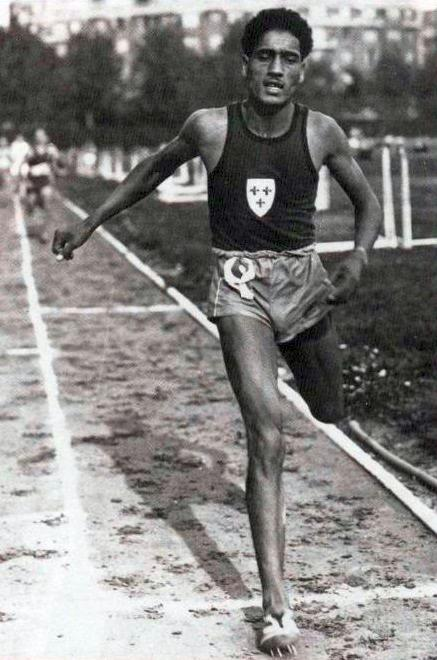
Vizeeuropameister Patrick El Mabrouk
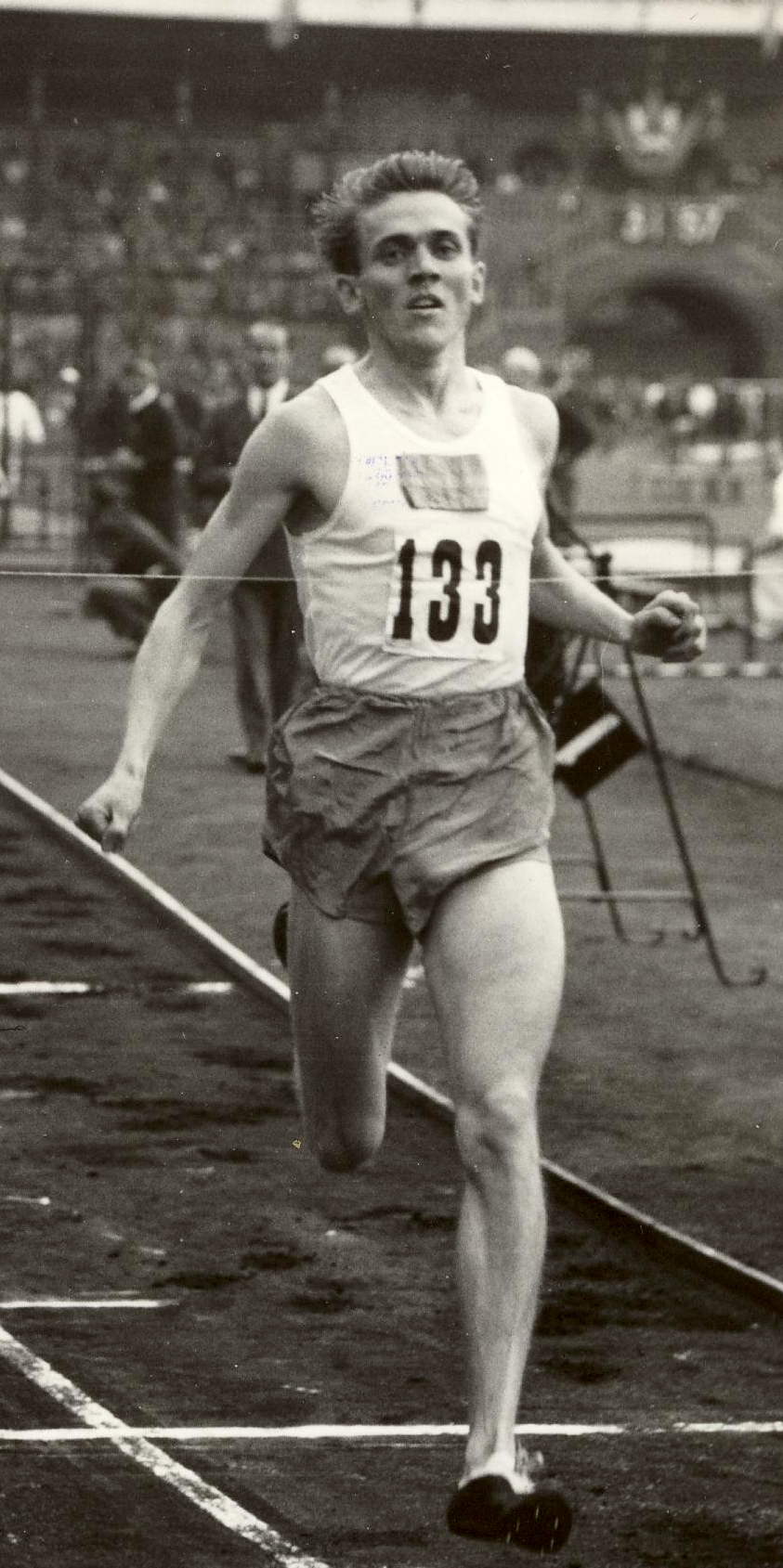
Ingvar Ericsson kam auf den siebten Platz
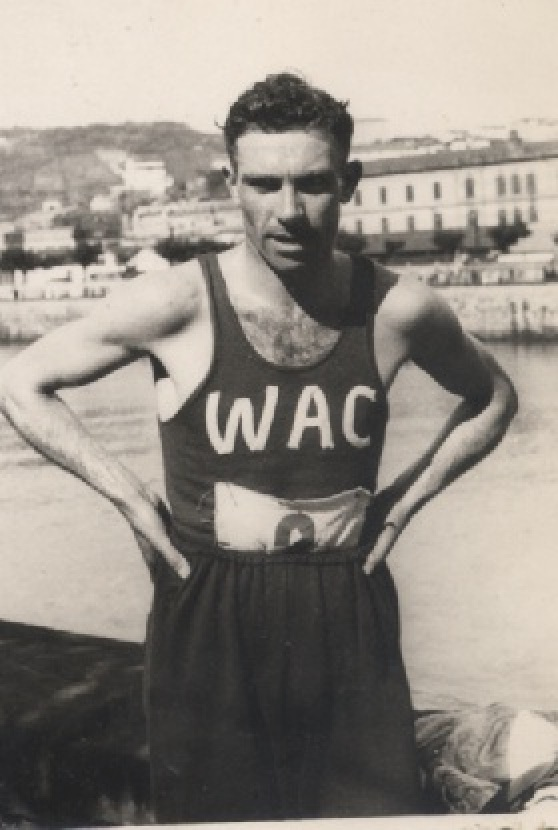
Frans Herman belegte Rang elf
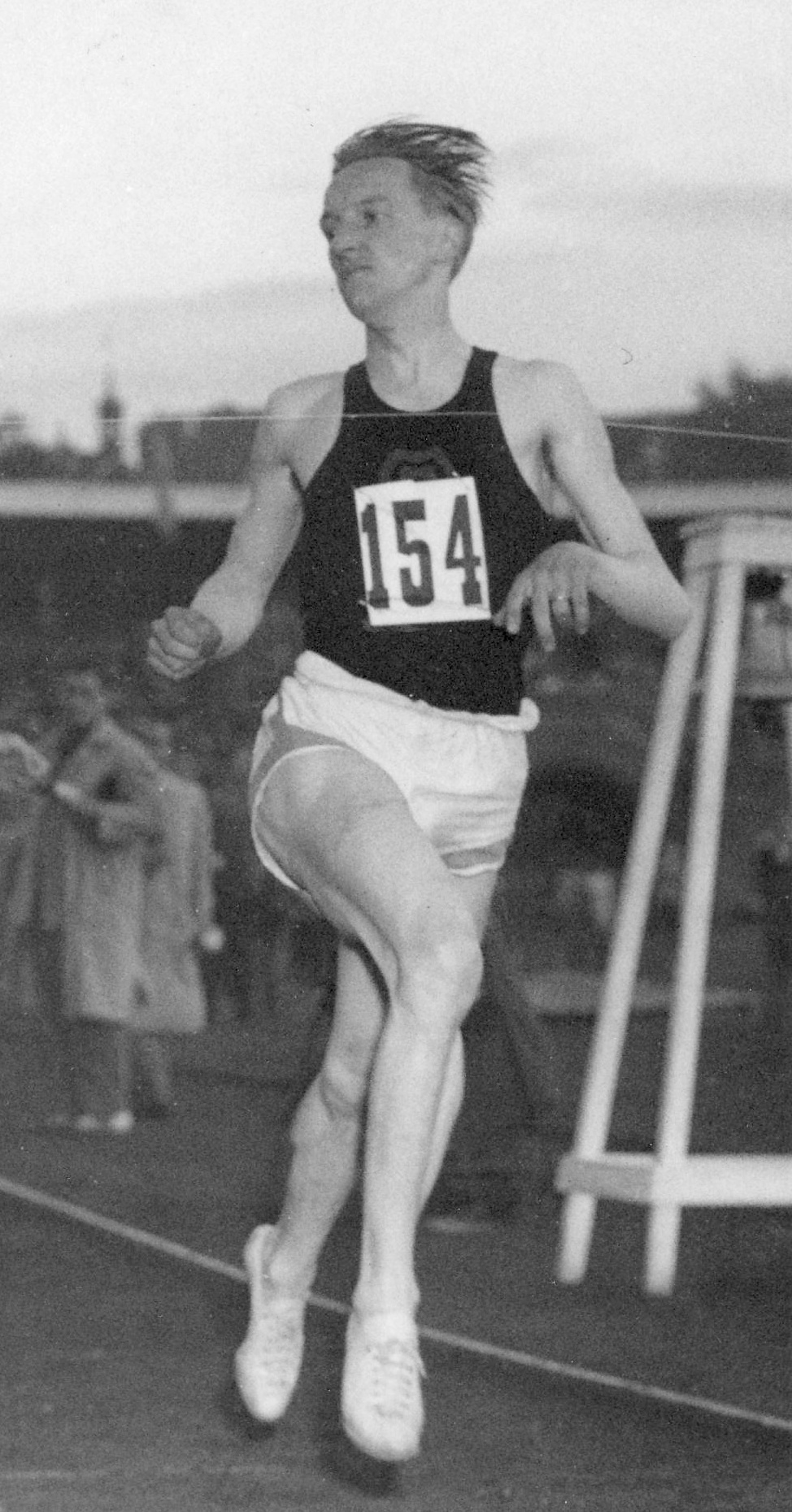
Der Titelverteidiger und  Olympiazweite von 1948 Lennart Strand erreichte diesmal nicht das Ziel